# 寶拉·布羅維爾
寶拉·汀恩·克蘭茲·布羅維爾（Paula Dean Kranz Broadwell，1972年11月9日—），美國作家，西點軍校工程與政治地理學士，丹佛大學國際安全碩士，哈佛大學公共管理碩士，倫敦大學國王學院戰爭學博士研究生，2012年升美國陸軍備役中校，專業是反恐怖主義。她與弗農·勒布合著的《All In: The Education of General David Petraeus》是紐約時報暢銷書 。2012年11月9日，她與美國中央情報局局長大衛·霍威爾·彼得雷烏斯的婚外情事件，導致他辭職。

## 連結
- Paula Broadwell via Penguin Speakers Bureau
- Paula Broadwell （页面存档备份，存于） via Century High School Hall of Fame
- Paula Broadwell via Aspen Ideas Festival
- 寶拉·布羅維爾在互联网电影资料库（IMDb）上的資料（英文）